# محمد السحيمي
محمد السحيمي (1967-)، كاتب ومؤلف وصحفي سعودي ساخر.

## نبذة
ولد السحيمي في بلدة الصويدرة جنوب المدينة المنورة عام 1967. وعن ولادته يقول: «ولدت في البادية لأبوين بدويين مترحلين، ولادتي قصة أربطها بالكتابة فقد صرت كاتبًا بعد خمس دقائق من ولادتي، فأمي إسمها عتقاء وتعني الجميلة والبدويات إذا فاجأهن المخاض يبتعدن عن الحي لا يأخذن معهن إلا المولدة، امرأة قريبة وحميمة، فكانت زوجة خالتي وهي من أناديها خالتي فاطمة التي ربطت حبلي السري بقلم رصاص لأنها لم تجد غيره وهي التي بشرت بأنني سوف أصبح كاتبا.»
تخرج السحيمي من كلية الآداب قسم اللغة العربية وعمل في سلك التعليم في الرياض.
نال شهادة الماجستير في النقد الأدبي الحديث عام 2004 من جامعة الملك سعود، وكان موضوع أطروحته عن طه حسين وأشرف عليها الدكتور عبد الله الغذامي. 
أمضى ثلاث سنوات يدرس الطب لكنه هجره وانصرف إلى دراسة الأدب. وخلال دراسته الجامعيه تم تهديده بالفصل مرتين بسبب آرائه الحداثية، فقد عارض رأي بن باز الذي أفتى بكفر المرأة التي تحتج على زواج زوجها بامرأة أخرى. 
تعرض السحيمي كمعلم لأسئلة كثيرة عن السنة والشيعة وعن الغناء وكان يجيب بما يعلم وهو أن هذه المسائل خلافية ولا تصل إلى درجة الكفر ويميل إلى أن الغناء حلال. 
ألف العديد من المسرحيات من أبرزها «لعبة المقالب» ومسرحية «وسواس للأطفال»، وحصد عدة جوائز منها المركز الأول في مسابقة التأليف المسرحي للأطفال التي نظمتها وزارة الثقافة والإعلام 2011م عن نصه (كافور ودافور)، والمركز الأول في 2013 م في حقل الكبار عن نصه (حسان بن ثابت). ومن أعماله المسرحية: «جبا ياهود» - «ذهان» - «سواد العين» وأيضا مسرحية جبايا هوووه وغيرها من الأعمال المسرحية. 
عمل في عدد من الصحف السعودية مثل صحيفة المدينة، وصحيفة عكاظ، وجريدة البلاد لفترات متقطعة.

## أعماله

### مسرحيات
- لعبة المقالب
- وسواس للأطفال
- كافور ودافور
- حسان بن ثابت
- ذهان
- سواد العين
- جبايا هووه

## 2005
صدر حكم عليه عام 2005 بالسجن والتعزير بعد تصريحات له بأن النساء السعوديات غير ملزمات بارتداء العباءات، وأمضى أسبوعين من فترة العقوبة في السجن إلى أن صدر عفو ملكي عنه. وجاء الحكم بعد النظر التي تم رفعها ضده لمدة أربع سنوات. وتحدث السحيمي بعد العفو عنه عن حيثيات الدعوة التي تم رفعها ضده بعض زملائه في العمل ونفى التهم التي وجهت له، والتي جاء فيها بأنه قال صلى الله على نزار قباني.

## 2018

### ايقافه
دعا محمد السحيمي إلى تقليل عدد المساجد في مداخلة له عبر قناة إم بي سي السعودية وأضاف إن صوت الآذان في مكبرات الصوت يرعب الأطفال، ويثير الرعب في نفوس المصلين. وقال إن تكرار الآذان عبر مكبرات الصوت من مساجد مختلفة تتنافس في ما بينها قد يزعج النائمين ويقلق الأطفال، وسخر من كثرة عدد المساجد في البلاد قائلاً: إنه أصبح لكل مواطن مسجد. تم توقيفه من قبل وزارة الثقافة والإعلام وإحالته للتحقيق أمام لجنة النظر في ضبط المخالفات الإعلامية في وزارة الثقافة والإعلام.